# Sillago soringa
Sillago soringa is een straalvinnige vissensoort uit de familie van witte baarzen (Sillaginidae). De wetenschappelijke naam van de soort is voor het eerst geldig gepubliceerd in 1982 door Dutt & Sujatha.